# 辛菲特利

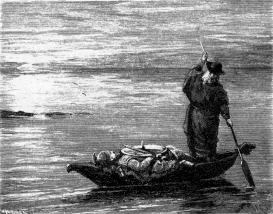
被奧丁接往英靈殿的辛菲特利

辛菲特利（Sinfjotli、Sinfjötli），是北歐神話中的人物，辛菲特利的故事主要出現在《埃達》（Edda）和沃爾松格薩迦（Volsunga saga）中。
他是沃爾松格家族中的一員，是齊格蒙（Sigmund）在不知情的情況下和妹妹齊格妮（Signy）近親亂倫生下的兒子。辛菲特利同父異母的兄弟有海爾吉·匈丁斯巴納（Helgi Hundingsbane）、齊格魯德（Sigurd）、Hamund。
在英語史詩《貝奧武夫》（Beowulf）中，辛菲特利以菲台拉（Fitela）之名被提及，在此作品中，他是齊格蒙的姪兒，而非近親亂倫的兒子。

## 故事簡介
沃爾松格的女兒齊格妮，她的丈夫是西格爾（Siggeir），西格爾因為覬覦格拉墨寶劍的關係，和岳家結仇，因此陰謀殺害了沃爾松格和他八名兒子，只有長子齊格蒙逃過一劫。悲憤的齊格妮本想讓兩個兒子去報自己的滅門之仇，但流有西格爾血統的兒子都懦弱無能，齊格妮感到相當失望，遂叫齊格蒙將孩子都殺掉。之後，齊格妮將自己偽裝打扮後，在齊格蒙不知情的情況下，和親哥哥齊格蒙生下有著純正沃爾松格家族血統的孩子，就是辛菲特利。辛菲特利從小就英勇過人，當他長到少年時，齊格蒙和他兩人聯手殺掉了西格爾，報了深仇大恨。齊格妮則在報仇完成後自殺身亡。
齊格蒙後來娶波兒席特（Borghild）為妻。辛菲特利則參加過兄弟海爾吉·匈丁斯巴納發起的戰役，之後又獨自遠征，在許多地方建立戰功，最後才回到家鄉──父親齊格蒙所在的芬國。波兒席特她非常不喜歡辛菲特利，一個說法是因為波兒席特的弟弟曾經被辛菲特利在決鬥場上殺死，另外也可能是為了保護自己兒子的地位，因此她準備了三杯有毒的酒，端到辛菲特利面前敦促他喝下去，前面兩杯被齊格蒙搶過倒掉，但辛菲特利依然在明知酒中有毒的情況下，將第三杯飲盡，就此死去。
悲傷的齊格蒙抱著兒子的屍體來到一條河邊，這時候，奧丁（Odin）變成一個渡船的老翁於河邊尋問齊格蒙是否要過河。但小船太小，只能多載一人，齊格蒙於是將辛菲特利放到小船上，奧丁就這樣載著辛菲特利的屍體消失於河面，前往英靈殿（Valhalla）。之後，齊格蒙回到王宮內放逐了妻子波兒席特。